# Entwicklungslogische Didaktik
Das Konzept der Entwicklungslogischen Didaktik (von „Didaktik“, der „Kunst“ und „Wissenschaft“ des Lehrens und Lernens) wurde in den 1980er Jahren von dem Erziehungswissenschaftler Georg Feuser entwickelt und in seiner Schrift Allgemeine integrative Pädagogik und entwicklungslogische Didaktik erstmals vorgestellt. Der Begriff beschreibt die didaktische Grundlegung einer Allgemeinen Pädagogik. Institutionell geht damit die Schaffung eines Kindergartens und einer Schule für alle Jahrgangs- und Entwicklungsstufen einher.

## Beschreibung
Die Entwicklungslogische Didaktik im Sinne einer Allgemeinen Pädagogik stellt einen Gegenentwurf zur etablierten Regelpädagogik dar. Ziel ist, dass alle Menschen – unabhängig von Art und Schweregrad ihrer Beeinträchtigung – in Kooperation miteinander auf ihrem jeweiligen Entwicklungsniveau im Rahmen ihrer Wahrnehmungs-, Denk- und Handlungskompetenz und im Hinblick auf ihre weitere Entwicklung an und mit einem Gemeinsamen Gegenstand  spielen, lernen und arbeiten können.
Georg Feuser begründet die Entwicklungslogische Didaktik zum einen durch eine Kritik am gegenwärtigen Erziehungs-, Bildungs- und Unterrichtssystem, aber auch wissenschaftlich-theoretisch, unter anderem hinsichtlich tätigkeitstheoretischer und systemtheoretischer Grundlagen der menschlichen Entwicklung, in einer Verbindung mit der subjektorientierten materialistischen Behindertenpädagogik sowie dem Konzept der kategorialen Bildung nach Wolfgang Klafki.
Innerhalb seiner Kritik wird herausgestellt, dass die Segregation und Selektion von Schülern ins Regel- und Fördersystem der Institution Schule die größtmögliche Homogenität von Lerngruppen anstrebt. Dies führt dazu, dass für bestimmte Lerngruppen Bildungsinhalte verkürzt werden. Diese Logik führe strukturell zu Ausschluss bis hin zur Isolation und bringe immer wieder Benachteiligungen hervor, z. B. von Menschen mit Behinderung und sorge so auch für sogenannten sonderpädagogischen Förderbedarf.

## Strukturanalysen
Die Entwicklungslogische Didaktik ist geprägt durch Tätigkeitsstruktur, Handlungsstruktur und Sachstruktur. Diese dreidimensionale Didaktik entwirft inklusive soziale Räume, in denen es Menschen unterschiedlicher Biographien, Leistungsniveaus und Lernmöglichkeiten ermöglicht wird, an einer erkenntnisrelevanten Dimension der Wirklichkeit in Kooperation zieldifferent zu lernen. Diese drei Strukturen geben aber auch Konturen der Unterrichtsplanung vor. In Kombination dieser drei Dimensionen Tätigkeitsstruktur, Handlungsstruktur und Sachstruktur kann es zu Handlung durch das lernende Subjekt am Lerngegenstand (Objekt) kommen (siehe Kapitel „Handlungsstrukturanalyse“ weiter unten), in dessen Konsequenz das Erreichen neuer Denk-, Wahrnehmungs- und Handlungskompetenz realisiert werden könne.

### Tätigkeitsstrukturanalyse
Auf Seiten des Subjekts steht in diesem Modell eine Tätigkeitsstrukturanalyse. Diagnostiziert werden soll – mit Blick auf die Planung und Durchführung von Unterricht – die sogenannte Zone der aktuellen Entwicklung, welche die individuellen Wahrnehmungs-, Denk- und Handlungskompetenzen des Individuums ausmachen, auf Grundlage der biographischen Persönlichkeitsentwicklung. Damit liegt ein Bezug zu den Erkenntnissen und Theorien Lev Vygotskijs vor. Hier wird Lernen und Entwicklung als aktive Tätigkeit ausgehend vom momentanen Niveau hin zum erreichbaren Niveau im Sinne einer Zone der nächsten Entwicklung definiert, welche in Progression und durch lernstrukturelle und therapeutische Hilfe als Möglichkeitsraum verstanden wird. Da Lernen an der Grenze zwischen der Zone der aktuellen und nächsten Entwicklung stattfindet, geht dieses Verständnis von Lernen und Entwicklung nicht nur vom momentanen Leistungsniveau aus. Es orientiert sich daran, was aus einem Menschen werden kann und ist damit ressourcen- statt defizitorientiert. Zur Diagnostik bzw. Analyse der beiden Zonen in Hinblick auf die innere Tätigkeit nutzt Feuser das Konzept der dominierenden Tätigkeit nach Alexei Nikolajewitsch Leontjew. Dieses weist eine Abfolge je nach Entwicklung des Menschen in die Bereiche der Wahrnehmungstätigkeit, der manipulativen Tätigkeit, der gegenständlichen Tätigkeit, des Spielens, des organisierten Lernens und der Arbeitstätigkeit auf. Weiter können so Rückschlüsse auf die Aneignungsebenen geschlossen werden.
Im Sinne der Kulturhistorischen Schule dürfen diese Tätigkeitsdiagnosen jedoch nicht als starres Stufenmodell verstanden werden, sondern Menschen müssen in ihrer Individualität und Historizität anerkannt werden.

### Handlungsstrukturanalyse
Als zweite Dimension verfügt die Entwicklungslogische Didaktik über eine Handlungsstrukturanalyse, die das Mittel zwischen Objekt und Subjekt darstellt. Handlung, verstanden als sich veräußernde innere Tätigkeit, ist zielorientiert und auf ein Objekt bezogen. Im Sinne der Interiorisationstheorie Galperins vollzieht sich die Verinnerlichung (Interiorisation) der dinglichen, kulturellen und sozialen Welt in die geistige, individuelle Welt schrittweise. in Form der Orientierungsgrundlage, der materialisierten Handlung, der lautsprachlichen Handlung, der äußeren Sprache, der inneren Sprache und des Denkens. Im Kern der Handlungsstrukturanalyse steht die Frage danach, welche Handlung am Lerngegenstand (Objekt) mit Blick auf die Zone der aktuellen Entwicklung und die Zone der nächsten Entwicklung zu Lernen, zu innerer Tätigkeit und damit auch zu Entwicklung führt.

### Sachstrukturanalyse
Die dritte Dimension bildet die Sachstrukturanalyse. Neben der Subjektorientierung muss auch das Objekt im Sinne Feusers einer Didaktisierung unterzogen werden. Hier geht es darum, Vorhaben, Inhalte, Sachzusammenhänge, Unterrichtskonzepte und Wissenschaftsbereiche zu analysieren und methodisch-medial mit Blick auf die individuellen Konzepte der Lernenden anzupassen. Es geht um die Frage, wie der Lerngegenstand aufgearbeitet bzw. angeboten werden muss, damit Handlung an ihm stattfinden kann.
Insgesamt lässt sich herausstellen, dass die Frage nach den Bildungsinhalten im Fokus der Sachstrukturanalyse steht. Hier wird eine Orientierung an den etablierten didaktischen Modellen (unter anderem dem von Wolfgang Klafki) vorgeschlagen. Augenmerk muss hinsichtlich der Sachstruktur aber nicht nur die Anschlussfähigkeit des Lerngegenstandes in Bezug auf die allgemeine Generierung von Sinn und Bedeutung für Menschen sein, sondern es müssen auch individuelle, biographische Faktoren der Individuen mit einbezogen werden, da die Motivation in Bezug auf individuelle Ziele, Wünsche und Interessen entscheidenden Einfluss auf das Lernen und die Entwicklung haben.

## Grundmomente der Entwicklungslogischen Didaktik
Die dreidimensionale didaktische Struktur ist nicht unabhängig von den Grundmomenten der Entwicklungslogischen Didaktik zu denken: Kooperation am Gemeinsamen Gegenstand sowie Innere Differenzierung durch Individualisierung. Diese Grundmomente oder auch Säulen der Entwicklungslogischen Didaktik basieren auf einem komplexen Lern- und Entwicklungsverständnis, geprägt durch den Leitsatz Martin Bubers (1932): „Der Mensch wird am Du zum Ich“. Demnach ist Lernen primär abhängig vom Komplexitätsgrad des Gegenübers und nicht von den Möglichkeiten und Fähigkeiten des eigenen Systems. Zurückzuführen ist dies auf die Erkenntnis, dass unser Gehirn ein neuro-soziales Organ ist. Feuser verweist in diesem Zusammenhang erneut auf die Erkenntnisse der Kulturhistorischen Schule: Der Mensch lernt und entwickelt sich nur im Austausch mit der Umwelt. Die Zone der nächsten Entwicklung darf damit nicht nur als Möglichkeitsraum für kognitive Lernziele verstanden werden, sondern muss als intersubjektiver und emotional-kognitiver Raum begriffen werden, in dem Lernen und Entwicklung sich zwischen den Menschen lebenslang bedingen.

### Kooperation
Kooperation lässt sich im Bereich der Bildung ausdifferenzieren: Nicht mehr jeder muss auf jedem Gebiet agieren, aber alle können mit allen auf allen Gebieten zusammenarbeiten. Kooperation soll in diesem Zusammenhang einen Unterricht schaffen, der auf Vielfalt, Anerkennung, Kompetenzzuwachs und Abgabe von Macht basiert. Wichtig ist hierbei die Interaktion, der Dialog in Form von Kommunikation oder auch Assistenz. Kommunikation findet immer dann statt, wenn mindestens zwei Menschen im Austausch miteinander ihre Aktivität auf ein Objekt in der Welt richten und dieses bearbeiten, ergründen oder verändern. Kooperation erscheint als solche aber auch nur im Kontext von Anerkennung sinnvoll, indem das Gegenüber als vollwertiger Mensch begriffen wird, ohne eine persönliche Wertbeimessung der Person zu berücksichtigen.

### Innere Differenzierung durch Individualisierung
Der zweite Grundmoment stellt die Innere Differenzierung dar. In Abgrenzung zur Äußeren Differenzierung als systematische Vorabkategorisierung, häufig nach Alter oder zugeschriebenen Leistungsniveau, mit dem Ziel der Schaffung von größtmöglicher Homogenität, in der Schülern getrennt voneinander unterrichtet werden meint Innere Differenzierung oder auch Binnendifferenzierung all jene Differenzierungsformen, die die individuellen Entwicklungsniveaus und biographischen Faktoren und damit das Faktum der Heterogenität von Lerngruppen als Ausgangslage des Lernens und der Entwicklung begreifen und diese ins Zentrum der didaktisch-pädagogischen Überlegungen stellen.
Wolfgang Klafki unterscheidet zwei Grundformen der Differenzierung – die „Differenzierung nach Methoden und Medien bei gleichen Lerninhalten und Lernzielen“ und die „Differenzierung im Bereich der Lernziele und Lerninhalte“. Bei der Entwicklungslogische Didaktik muss beides differenziert werden, weshalb Feuser als konkrete unterrichtliche Realisierungsform das Projekt vorschlägt.
Voraussetzung dieser inneren Differenzierung ist die Individualisierung. Sie versteht sich als Begreifen der Heterogenität und als entwicklungsniveaubezogener biographisch orientierter Umgang mit Unterschiedlichkeit. Individualisierung darf dabei jedoch nicht als Vereinzelung oder Isolation verstanden werden.

### Gemeinsamer Gegenstand
Der Gemeinsame Gegenstand als letzter Grundmoment wird diesem Prozess entgegengesetzt und ist dabei nicht als etwas konkret Materielles oder Fassbares zu verstehen, sondern bildet den zentralen dialektischen Prozess zwischen Sinn und Bedeutung ab. Er ist der gemeinsame Bezugspunkt im Feld zwischen ihnen, an dem sich ein kooperatives Kollektiv entwickeln kann. Diese Kooperation am Gemeinsamen Gegenstand organisiert so produktbezogen einen überindividuellen, subjektiven Prozess, der von den Individuen selbst entwickelt wird und diese gleichzeitig entwickelt. Hier sind die wechselseitigen Beziehungen zwischen Individuum, Kollektiv und den vier Grundmomenten der Entwicklungslogischen Didaktik zu erkennen. 
Feuser beschreibt diese Wechselwirkung als Baummetapher: In dessen Kern, als Mitte und Inneres, als Stamm situiert er den Gemeinsamen Gegenstand, gerahmt von der äußeren thematischen Struktur (die Rinde), gespeist aus den Wissenschaftsbereichen (als Wurzeln), erwachsen in Kooperation die individuellen Lernziele jeden Individuums. Der Baum wächst und mit ihm die Menschen individuell und kollektiv.